# Pupstruction: Società costruzioni pelosetti
Pupstruction: Società costruzioni pelosetti è una serie animata statunitense del 2025 prodotta dalla Titmouse and Disney Jr.. La serie è stata creata da Travis Braun e viene trasmessa sul canale statunitense Disney Jr. dal  14 giugno 2023, In Italia è distribuita dal 2025 su Disney+ e in chiaro dal 2025 su Rai Yoyo.

## Episodi
| Stagione         | Episodi | Prima TV USA | Prima TV Italia |
| ---------------- | ------- | ------------ | --------------- |
| Prima stagione   | 25      | 2023         | 2025            |
| Seconda stagione | 25      | 2024         | 2025            |